# Качулице
Качулице је насеље у Србији у општини Чачак у Моравичком округу. Према попису из 2022. било је 497 становника.
Овде се налази Црква Рођења Пресвете Богородице. Сеоска обетина је Бели петак.

## Демографија
У насељу Качулице живи 500 пунолетних становника, а просечна старост становништва износи 44,1 година (41,5 код мушкараца и 46,6 код жена). У насељу има 198 домаћинстава, а просечан број чланова по домаћинству је 3,08.
Ово насеље је великим делом насељено Србима (према попису из 2002. године), а у последња три пописа, примећен је пад у броју становника.
|  |

| Демографија | Демографија | Демографија |
| Година      | Становника  | Становника  |
| ----------- | ----------- | ----------- |
| 1948.       | 953         |             |
| 1953.       | 972         |             |
| 1961.       | 917         |             |
| 1971.       | 837         |             |
| 1981.       | 780         |             |
| 1991.       | 713         | 711         |
| 2002.       | 609         | 627         |
| 2011.       | 569         |             |

| Етнички састав према попису из 2002.‍ | Етнички састав према попису из 2002.‍ | Етнички састав према попису из 2002.‍ | Етнички састав према попису из 2002.‍ | Етнички састав према попису из 2002.‍ |
| ------------------------------------ | ------------------------------------ | ------------------------------------ | ------------------------------------ | ------------------------------------ |
|                                      |                                      |                                      |                                      |                                      |
| Срби                                 | Срби                                 |                                      | 606                                  | 99,50%                               |
| Црногорци                            | Црногорци                            |                                      | 1                                    | 0,16%                                |
| Руси                                 | Руси                                 |                                      | 1                                    | 0,16%                                |
| непознато                            | непознато                            |                                      | 0                                    | 0,0%                                 |

| Година пописа     | 1948. | 1953. | 1961. | 1971. | 1981. | 1991. | 2002. |
| ----------------- | ----- | ----- | ----- | ----- | ----- | ----- | ----- |
| Број домаћинстава | 186   | 195   | 216   | 222   | 232   | 221   | 198   |

| Број чланова      | 1  | 2  | 3  | 4  | 5  | 6  | 7 | 8 | 9 | 10 и више | Просек |
| ----------------- | -- | -- | -- | -- | -- | -- | - | - | - | --------- | ------ |
| Број домаћинстава | 47 | 57 | 22 | 19 | 28 | 17 | 3 | 2 | 3 | 0         | 3,08   |

| Пол    | Укупно | Неожењен/Неудата | Ожењен/Удата | Удовац/Удовица | Разведен/Разведена | Непознато |
| ------ | ------ | ---------------- | ------------ | -------------- | ------------------ | --------- |
| Мушки  | 250    | 71               | 154          | 20             | 5                  | 0         |
| Женски | 272    | 31               | 156          | 76             | 9                  | 0         |
| УКУПНО | 522    | 102              | 310          | 96             | 14                 | 0         |

| Пол    | Укупно                    | Пољопривреда, лов и шумарство | Рибарство                            | Вађење руде и камена | Прерађивачка индустрија       |
| ------ | ------------------------- | ----------------------------- | ------------------------------------ | -------------------- | ----------------------------- |
| Мушки  | 170                       | 103                           | 0                                    | 1                    | 40                            |
| Женски | 107                       | 78                            | 0                                    | 0                    | 13                            |
| УКУПНО | 277                       | 181                           | 0                                    | 1                    | 53                            |
| Пол    | Производња и снабдевање   | Грађевинарство                | Трговина                             | Хотели и ресторани   | Саобраћај, складиштење и везе |
| Мушки  | 0                         | 8                             | 5                                    | 0                    | 7                             |
| Женски | 0                         | 0                             | 7                                    | 0                    | 0                             |
| УКУПНО | 0                         | 8                             | 12                                   | 0                    | 7                             |
| Пол    | Финансијско посредовање   | Некретнине                    | Државна управа и одбрана             | Образовање           | Здравствени и социјални рад   |
| Мушки  | 0                         | 1                             | 1                                    | 0                    | 3                             |
| Женски | 0                         | 0                             | 1                                    | 0                    | 7                             |
| УКУПНО | 0                         | 1                             | 2                                    | 0                    | 10                            |
| Пол    | Остале услужне активности | Приватна домаћинства          | Екстериторијалне организације и тела | Непознато            | Непознато                     |
| Мушки  | 1                         | 0                             | 0                                    | 0                    | 0                             |
| Женски | 1                         | 0                             | 0                                    | 0                    | 0                             |
| УКУПНО | 2                         | 0                             | 0                                    | 0                    | 0                             |